# Ruta corsica
Espèce
Classification phylogénétique
Ruta corsica, ou Rue de Corse, est une espèce de plantes à fleurs de la famille des Rutacées. C'est un petit arbrisseau endémique de la Méditerranée présent en Corse et en Sardaigne.

## Description
C'est une plante de 10 à 50 cm de haut environ. Les feuilles sont subdivisées en folioles ovales. Les fleurs de 12 à 15 mm regroupées en corymbe ont des pétales blanchâtres crénelés. La floraison a lieu de juin à août.

## Caractéristiques

### Organes reproducteurs
- Type d'inflorescence : racème de racèmes
- Répartition des sexes : hermaphrodite
- Type de pollinisation : entomogame

Les graines sont dans des capsules et la dissémination s'effectue sur le mode barochore

## Habitat et répartition
La Rue de Corse affectionne les graviers et les rocailles proches des torrents de montagne, dès 900 mètres d'altitude, en Corse et en Sardaigne.

## Toxicité pour l'homme
La phototoxicité de la Rue de Corse est due aux Furanocourmarines présentes dans la plante. 
À son contact avec la peau, favorisée par l'humidité, la phototoxicité se manifeste, après exposition solaire, par une dermatose aiguë ou inflammation de la peau, souvent accompagnée d'une hyperpigmentation pouvant persister durablement.

## Plante hôte
C'est la plante hôte de la chenille du Porte-queue de Corse.